# فاني روز هوي
فاني روز هوي (بالإنجليزية: Te Rangi Pai)‏ هي ملحنة ومغنية نيوزيلندية، ولدت في 11 يناير 1868 في Tokomaru Bay ‏ في نيوزيلندا، وتوفيت في 20 مايو 1916.

## وصلات خارجية
- فاني روز هوي على موقع ميوزك برينز (الإنجليزية)
- فاني روز هوي على موقع ديسكوغز (الإنجليزية)